# Matteo Cocco
Matteo Cocco (29 dicembre 1985) è un direttore della fotografia italiano, vincitore del David di Donatello, del Globo d'oro e dell'European Film Awards.

## Biografia
Esordì nel 2010 collaborando con Philip Gröning alla realizzazione de La moglie del poliziotto. L'attività con il regista comportò negli anni successivi lavori con il cinema tedesco. L'esordio in un film italiano avvenne con Giuseppe M. Gaudino nel 2014.

## Filmografia
- Mineurs Minatori & Minori regìa di Fulvio Wetzl (assistente operatore (2007)
- La moglie del poliziotto (Die Frau des Polizisten), regia di Philip Gröning (2013)
- Zum Geburtstag, regia di Denis Dercourt (2013)
- Hüter meines Bruders, regia di Maximilian Leo (2014)
- Die Einsamkeit des Killers vor dem Schuss, regia di Florian Mischa Böder (2014)
- Per amor vostro, regia di Giuseppe M. Gaudino (2014)
- Pericle il nero, regia di Stefano Mordini (2016)
- Il colore nascosto delle cose, regia di Silvio Soldini (2017)
- Riccardo va all'inferno, regia di Roberta Torre (2017)
- Sulla mia pelle, regia di Alessio Cremonini (2018)
- Volevo nascondermi, regia di Giorgio Diritti (2020)
- Occhiali neri, regia di Dario Argento (2022)
- Brado, regia di Kim Rossi Stuart (2022)
- Dostoevskij, regia di Damiano e Fabio D'Innocenzo – miniserie TV (2024)

## Premi e riconoscimenti
- European Film Awards

2020 - Migliore fotografia per Volevo nascondermi
- David di Donatello

2021 - Migliore autore della fotografia per Volevo nascondermi
- Globo d'oro

2020 - Miglior fotografia per Volevo nascondermi
- Le giornate della Luce - I Quarzi di Spilimbergo

2021 - Il Quarzo di Spilimbergo - Miglior autore della fotografia per Volevo nascondermi
2021 - Il Quarzo del pubblico - Miglior autore della fotografia per Volevo nascondermi